# Trigonisca ceophloei
Trigonisca ceophloei är en biart som först beskrevs av Schwarz 1938.  Trigonisca ceophloei ingår i släktet Trigonisca och familjen långtungebin. Inga underarter finns listade i Catalogue of Life.